# Weiz
Weiz est une ville du district de Weiz dans le land de Styrie (Steiermark), Autriche. La ville comptait 11 756 habitants en janvier 2017.

## Géographie

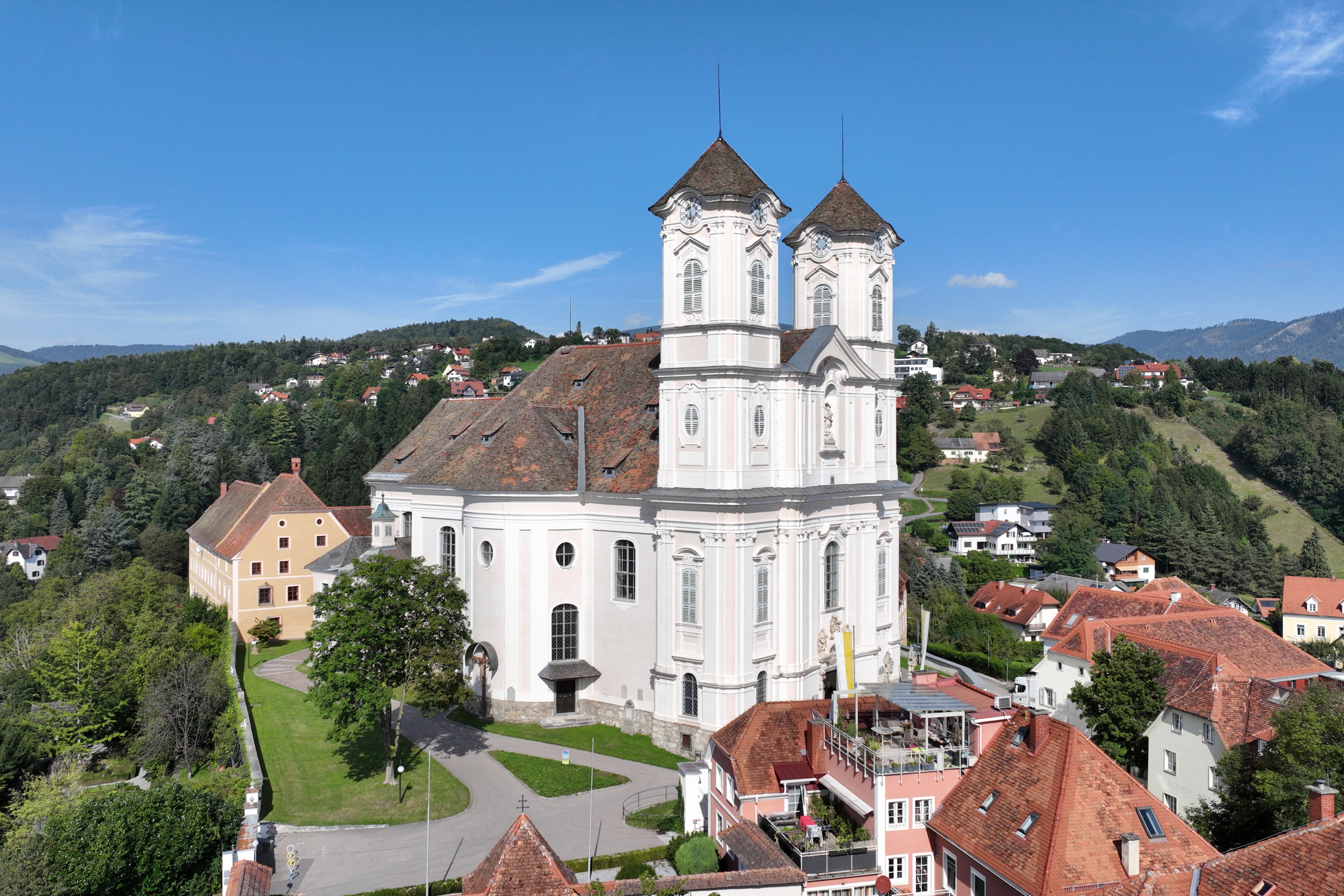
Église de Weiz

### Situation
Weiz est construite le long du Weizbach, un affluent du Raab.
La ville se trouve à quelques kilomètres au sud de Weizklamm et à 25km environ au nord-est de Graz, capitale de la Styrie.

### Villes voisines
Les villes voisines sont Thannhausen, Krottendorf, Mitterdorf an der Raab, Mortantsch et Naas.

## Jumelages
- Ajka (Hongrie)
- Offenbourg (Allemagne)
- Grodzisk Mazowiecki (Pologne)